# Chaetobromus
Chaetobromus  Nees é um género botânico pertencente à família Poaceae, subfamília Danthonioideae, tribo Danthonieae.
Suas espécies ocorrem na África.

## Espécies
- Chaetobromus dregeanus Nees
- Chaetobromus fascicularis Nees
- Chaetobromus interceptus Nees
- Chaetobromus involucratus (Schrad.) Nees
- Chaetobromus schlechteri Pilg.
- Chaetobromus schraderi Stapf
- Chaetobromus strictus (Schrad.) Nees